# Російська армія (Врангель)
Російська Армія (рос. Русская Армия) — оперативно-стратегічне з'єднання «білих» на території Півдня України у квітні-листопаді 1920 року, під час Російської Громадянської війни. Після прийняття генералом Петром Врангелем посади Головнокомандуючого Збройними силами Півдня Росії, останні були ним реорганізовані і 28 квітня 1920 року перейменовані у Російську армію.
У листопаді 1920 року, після відступу з перекопських позицій до кримських портів, армія була евакуйована в район Чорноморських проток, потім до Болгарії і в Королівство Сербів, Хорватів і Словенців. Згодом колишні військовослужбовці Російської армії стали основою Російської загально-військової спілки.

## Склад армії
Російська армія барона Врангеля складалася зі Штабу і п'яти корпусів: Штаб — Військове управління, Військово-технічне управління, ВОСО, Головна квартира(Севастополь), відділення Генштабу, Управління обер-квартирмейстера, Військово-Морське управління, Особливий відділ (контррозвідка) і ін Начальник Штабу-генерал-лейтенант Шатілов П. Н.
- 1-й армійський (Добровольчий) корпус (Дроздовська, Марковська, корніловських, Олексіївська дивізії). Командир-генерал-лейтенант Кутєпов А. П.
- 2-й армійський корпус (13-та і 34-та піхотні дивізії, окрема кавалерійська бригада). Командир — генерал-лейтенант Слащов Я. О.

Донський корпус (сформований 1 травня 1920). Включав 2-гу і 3-тю Донські дивізії і Гвардійську бригаду. З 4 вересня 1920 включений в 1-шу армію. Склад: 1-ша і 2-га Донські кінні і 3-тя Донська дивізії. Командир — генерал-лейтенант Абрамов Ф. Ф. Зведений корпус генерал-лейтенанта Писарєва П. К. (3-тя кінна і Кубанська козача дивізії, також включав Терсько-Астраханську і Чеченську бригади). Раніше входив до Кубанську армію, 7 липня 1920 р. переформований у Кінний корпус.
Кінний корпус (сформований 7 липня 1920 з Зведеного корпусу) у складі 1-ї і 2-ї кінних дивізій. З 4 вересня 1920 включений в 1-шу армію. Склад: 1-ша і 2-га кавалерійські і 1-ша Кубанська козача дивізії, Запасний кавалерійський полк і кінна саперно-підривна команда. Командир — генерал-майор Барбовича І. Г. Група генерал-лейтенанта Улагая С. Г. — частини, призначені для десанту на Кубань (1-ша і 2-га Кубанські козачі і Зведена дивізії і Терсько-Астраханська бригада).
Безпосередньо при штабі Російської Армії перебували іноземні військові місії Японії, США, Франції, Польщі, Сербії, Великої Британії. При штабі Російської армії діяли політичні та інформаційні частини, а також культурно-просвітницькі відділення. До складу Російської армії входили також авіаційні частини (6 авіаційних загонів), танкові частини (два дивізіони) і бронепоїзди (4 бронепоездних дивізіону; ком. — Генерал Іванов), позиційні артилерійські частини (дві бригади і два дивізіони). Для підготовки кадрів діяли Костянтинівське, Олександрівське, Корниловское, Кубанське Олексіївське військові та Сергієвське артилерійське училища та військові курси.
Чисельність армії: до травня 22-27 тис. штиків і шабель (в Криму на початку 1920 знаходилося близько 3,5 тис. чол. і з Північного Кавказу було перекинуто в цілому 35-40 тис.). На початок червня 25 тис. шт. і саб. У вересні 1920 армія з усіма тиловими установами налічувала близько 300 тис. чол., з яких на фронті близько 50 тис., близько 80 тис. у військових таборах і бл. 30 тис. поранених. Бойовий склад армії у вересні не перевищував 30-35 тис. чол. (у середині вересня 33 тис.), у жовтні — 25-27 тис. З які були в Російської Армії 50 тис. офіцерів безпосередньо в бойових порядках знаходилося 6 тис., 13 тис. в найближчому тилу і 31 тис. в тилу (рахуючи хворих і поранених).[1]

## У боротьбі з більшовизмом
Незважаючи на те, що до початку 1920 року продовольча і технічна бази Російської армії були виснажені (армія містилася виключно за рахунок місцевого населення), проте вона була досить боєздатної силою, успішно стримували натиск Червоної армії аж до осені 1920 року. До весни 1920 року, після успішного захисту Криму силами корпусу Слащова, основною тактичною задачею Російської армії був вихід з Криму і прорив до Північної Таврію, де вона планувала поповнити запаси продовольства і з'єднатися з частинами військ голови Директорії УНР Симона Петлюри, з яким  П. М. Врангель вів переговори.
У ході успішно проведеної операції в червні 1920 року частинам Російської армії вдалося вирватися з Криму і прорватися до Донбасу. Однак у серпні подальший наступ Російської армії було зупинено, в тому числі, у зв'язку з поразкою під Каховкою, по всьому фронту в Північній Таврії тривали запеклі бої, практично без перерв. Спроба висадити десант на Кубані під керівництвом генерал-лейтенанта С. Г. Улагая, на початку цілком успішна, в результаті закінчилася невдачею. Таманський десант генерал-майора Харламова також зазнав поразки в кінці серпня 1920 року. У бойових операціях Російської армії сприяли Армія відродження Росії генерала Фостікова М. А., а також деякі партизанські формування України (зокрема, " особливий партизанський загін " отамана Володіна, згодом включений в Російську армію).
Останнє потужний наступ частин Російської армії у вересні-жовтні 1920 року, в ході Задніпровської операції зазнало невдачі. Одночасно з цією операцією, черговий наступ на Каховський плацдарм другого армійського корпусу під командуванням генерала Вітковського завершилося безрезультатно і з великими втратами. Підтягнувши резерви і домігшись 4-5 кратної переваги, Фрунзе перейшов у наступ і протягом запеклих тижневих боїв вибив Російську Армію Врангеля з Північної Таврії. В результаті білі частини знову були ізольовані в Криму. Війська Південного фронту спільно з махновцями провели Перекопсько-чонгарську наступальну операцію, метою якої було взяття Перекопу і Чонгара і прорив до Криму. Наступ на головному напрямку удару було здійснено силами 51-ї дивізії Блюхера, 15-ї дивізії, 1-ї і 2-ї кінних армій, Латишської дивізії, а також повстанською армією Н. Махна під загальним керівництвом М. Фрунзе. Білі воєначальники покладалися на неприступність збудованих укріплень у Перекопу і Чонгара, які обороняли найбільш боєздатні частини — Корніловські і Дроздовський полки, а також кубанські козачі частини, 34-та стрілецька дивізія і бронеавтомобілі.
Незважаючи на це, частини Російської армії не змогли стримати наступ червоних, які в ніч на 9 листопада 1920 прорвали оборону півострова. Що пішли зустрічні бої 9-11 листопада змусили Російську армію відступити від Перекопських і Ішуньських позицій, після чого її частини організовано відійшли в портові міста Севастополь, Ялту, Феодосію, Керч і були 13-16 листопада евакуйовані з Криму до окупованого Антантою Константинополя на російських (під прапором Франції) кораблях, під прикриттям англійських і французьких військових кораблів. Червона армія, яка отримала від французького командування відповідний ультиматум, ніяких спроб перешкодити евакуації не робила.

## Після евакуації
Після евакуації з Криму залишки Російської армії були переформовані і зведені в три корпуси — 1-й Армійський (близько 25 тис. осіб), Донський (до 20 тис. осіб) і Кубанський (16 тис. осіб), що розмістилися, відповідно, в колишніх військових таборах в районі Галліполі, в Чаталджі і на острові Лемнос. Головнокомандувач і його штаб розміщувалися в Константинополі. Флот був реорганізований в Руську ескадру і переміщений в Бізерту (Туніс) (з часом кораблі були передані Франції як плата за забезпечення евакуації та утримання армії).
Висадившись на узбережжі Туреччини, Російська армія була фактично інтернована. Військовослужбовці і цивільні особи отримали статус біженців. Ідея про перекидання армії на інші театри військових дій або використанні її для охорони Чорноморських проток союзниками була відкинута. Однак, командування Російської армії не вважало боротьбу з більшовиками закінченою і вживало заходів для збереження Армії як бойовий структури. Офіцери підтримували порядок і дисципліну у військах.
Французький уряд не був зацікавлений в утриманні армії Врангеля. Фінансова допомога була зведена до мінімуму. Умови перебування в таборах були вкрай важкими. Результатом мізерного пайка і хвороб була висока смертність серед військовослужбовців.
На 12 лютого 1921 чисельність Російської армії становила 48 тисяч 312 осіб.
Після оголошення урядом Радянської Росії на честь чотирирічної річниці Жовтневої революції амністії окремим категоріям військовослужбовців, які перебувають за кордоном, значна частина колишніх військовослужбовців Російської армії барона Врангеля за сприяння французького уряду повернулася на Батьківщину.
У листопаді — грудні 1921 року залишки армії були перевезені до Болгарії та Сербії. 1 вересня 1924 Головнокомандувач Російської армії генерал-лейтенант барон Петро Врангель перетворив залишки своєї армії в Російську загально-військову спілку (РОВС).